# Ионные реакции
Ионные реакции — реакции между ионами в растворе. Например, реакцию
AgNO3 + NaCl = NaNO3 + AgCl
можно представить в ионном виде (реакция расписывается на ионы, не расписываются осадки, газы, вода, слабые кислоты и основания, а также малорастворимые и нерастворимые соединения) например AgCl нерастворим в воде и на ионы не расписывается:
Ag+ + NO3− + Na+ + Cl− = AgCl + Na+ + NO3−
Одинаковые ионы сокращаются и получается сокращенное ионное уравнение.
Так как взаимодействие произошло между ионами Ag+ и ионами Cl−, то выражение
Ag+ + Cl− = AgCl
и есть ионное уравнение рассматриваемой реакции. Оно проще молекулярного и в то же время отражает сущность происходящей реакции.

## Ионные реакции в органической химии
Органические катионы и анионы — неустойчивые промежуточные частицы. В отличие от неорганических ионов, постоянно присутствующих в водных растворах и расплавах, они возникают только в момент реакции и сразу же вступают в дальнейшие превращения. 

Условия реакций органических веществ имеющих ионную природу:
- невысокая температура;
- полярные растворители, способные к сольватации образующихся ионов.

По характеру реагента, действующего на молекулу, ионные реакции делятся на электрофильные и нуклеофильные. 

Действие света или радиоактивного излучения не влияет на скорость реакций органических веществ имеющих ионную природу.